# Nantoin
Nantoin korábbi község (település) Franciaországban, Isère megyében. 2019. január 1-jén Arzay, Commelle és Semons  községgel egyesült és Porte-des-Bonnevaux új község része lett.
Lakosainak száma 482 fő (2018. január 1.). Nantoin Champier, Châtonnay, Commelle, La Côte-Saint-André és Mottier községekkel határos.

## Népesség
A település népességének változása:
| Lakosok száma | 233  | 214  | 300  | 321  | 437  | 441  | 455  | 464  | 481  | 482  |
|               | 1968 | 1975 | 1990 | 1999 | 2009 | 2011 | 2014 | 2015 | 2017 | 2018 |